# Cinéma Public Films
 (juin 2023).
Si vous disposez d'ouvrages ou d'articles de référence ou si vous connaissez des sites web de qualité traitant du thème abordé ici, merci de compléter l'article en donnant les références utiles à sa vérifiabilité et en les liant à la section « Notes et références ».
Cinéma Public Films est une société indépendante de distribution fondée en 1988 par Jacques Atlan et Michel Mouréreau.

## Origine
Elle trouve son origine dans l'association Cinéma Public créée en 1978 et qui organisa la création des cinémas municipaux à la fin des années 1980 et développa conjointement avec l'ADRC (Agence pour le développement régional du cinéma) la défense du cinéma indépendant partout en France.

## Mission
À compter de l'année 1991, l'association Cinéma Public prend en charge l'organisation d'un festival de cinéma pour le jeune public du Val-de-Marne, intitulé « Ciné Junior 94 », qui fête sa 18e édition en 2008.
Depuis sa création, Cinéma Public Films a distribué en salles de cinéma plus de 150 films. Tous ses films suivent la même ligne éditoriale depuis vingt ans : films d'art et d'essai, films en direction du jeune public, premiers films, reprises de chefs-d'œuvre disparus.
Cinéma Public Films est adhérent du Syndicat des distributeurs indépendants.

## Principaux films distribués

### Cinéma africain
- La Genèse de Cheick Oumar Sissoko
- L'Appel des arènes de Cheikh Ndiaye

### Cinéma iranien
- Les Premiers, La Récréation, Solution d'Abbas Kiarostami
- Le Cycliste de Mohsen Makhmalbaf
- La Clé, La Jarre, Le Petit Homme et Les Enfants du pétrole d'Ebrahim Forouzesh
- Le Père de Majid Majidi

### Autres
- date à préciser
  - Avoir vingt ans dans les Aurès de René Vautier - reprise (France)
  - En compagnie de Max Linder de Max Linder - reprise (France)
  - Orfeu Negro de Marcel Camus - reprise (France)
  - Parade de Jacques Tati - reprise (France)
  - Tickets d'Ermanno Olmi, Abbas Kiarostami, Ken Loach
  - Le Jour de la première de Close-Up de Nanni Moretti
- 1992
  - Storm Boy de Henri Safran (Australie)
  - Un louveteau parmi les hommes de Talgat Temenov (Kazakhstan)
- 1993
  - Les Gamins d'Istanbul de Omer Kavur (Turquie)
  - Manganinnie de John Honey (Australie)
  - Le Mal du pays de Walerjan Wrobel de Rolf Schubel (Allemagne)
- 1994
  - Tango argentino de Goran Paskaljevic (Yougoslavie)
  - Les Dingues et compagnie - programme de courts métrages d'animation (Canada)
  - Déjà s'envole la fleur maigre de Paul Meyer (Belgique)
  - Les Mots perdus de Marcel Simard (Canada)
- 1995
  - Molom, conte de Mongolie de Marie Jaoul (France)
  - Le Cri du cœur d'Idrissa Ouedraogo (France)
  - Mon enfance de Memduh Un (Turquie)
  - Histoires pour prendre… l'ait - programme de courts métrages d'animation (Canada)
  - Le Petit Musée de Vélasquez de Bernar Hebert (Canada)
  - Le Conte des trois diamants de Michel Khleifi (Belgique)
- 1996
  - La Rentrée des classes, Adieu Philippine et Du côté d'Orouët de Jacques Rozier
  - Nyamanton de Cheick Oumar Sissoko (Mali)
  - Le monde est un grand Chelm d'Albert Hanan Kaminski (France)
  - Les Sables mouvants de Paul Carpita (France)
  - Message du ciel de Wang Junzheng (Chine)
- 1997
  - Adieu Jésus de Paul Carpita - reprise (France)
  - Fools de Ramadan Suleman (Afrique du Sud)
  - Eau douce de Marie Vermillard (France)
  - Leni de Leo Hiemer (Allemagne)
  - Henry et Verlin de Gary Ledbetter (Canada)
  - Kardiogramma de Darejan Ormibaev (Kazakhstan)
  - Kaïrat de Darejan Ormibaev (Kazakhstan)
  - Un jour tu verras la mer de Jahnu Barua (Inde)
  - Okaeri de Makoto Shinozaki (Japon)
  - Marian de Petr Vaclav (République tchèque)
  - La Fête blanche de Vladimir Naoumov (Russie)
  - Munk, Lemmy et compagnie de Janis Cimermanis (Lettonie)
- 1998
  - Le Rat des villes et Le rat des champs de Ladislas Starewitch - reprise (France)
  - Le Début de la vie de Zheng Dongtian (Chine)
  - Le Roi des masques de Wu Tianming (Chine)
  - Loin du front de Valdimir Leon (France)
  - Soul in the hole de Danielle Gardner (États-Unis)
  - L'équipe de secours de Janis Cimermanis (Lettonie)
- 1999
  - Calino Maneige de Jean Patrick Lebel (France)
  - La Biographie d'un jeune accordéoniste de Satybaldy Narymbetov (Kazakhstan)
  - Le Garçon qui ne voulait plus parler de Ben Sombogaart (Pays-Bas)
  - Les Nouvelles Aventures de Munk, Lemmy et compagnie de Janis Cimermanis (Lettonie)
- 2000
  - On n'est pas des sauvages - programme de courts métrages d'animation (France)
  - La Rage de vivre de Nancy Meckler (Royaume-Uni)
  - Le Birdwatcher de Gabriel Auer (France)
  - La Spirale du pianiste de Judith Abitbol (France)
  - Comedia infantil de Solveig Nordlung (Suède)
  - Les Coupeurs de bois de Vuong Duc (Viêt Nam)
- 2001
  - Bill Diamond de Wolgang Panzer (Suisse)
  - The Dreamcatcher d'Ed Radtke (États-Unis)
  - Des animaux fous, fous, fous de Nils Skapans et Janis Cimermanis (Lettonie)
- 2002
  - L'École des facteurs et autres cours - programme de courts métrages (France)
  - Des chiens dans la neige de Michel Welterlin (Canada)
  - Mr Zwilling et madame Zuckermann de Volker Koepp (Allemagne)
  - Downhill City de Hanu Salonen (Allemagne)
  - Contrôle d'identité de Christian Petzold (Allemagne)
  - SOS Brigade de secours! de Janis Cimermanis (Lettonie)
  - Cool and crazy de Knut Erik Jensen (Norvège)
- 2003
  - L'Enclos d'Armand Gatti - reprise (France)
  - L'Élection libre de Marie Donnio (France)
  - La Fille de Solveig Nordlung (Portugal)
- 2004
  - Me Thao de Viet Linh (Vietnam)
  - L'Isola de Costanza Quatriglio (Italie)

- 2005
  - Au sud des nuages de Jean-François Amiguet (Suisse)
  - Letton(ANT) Charlot d'Arnolds Burovs (Lettonie)
  - Cosette et le petit cordonnier d'Arnolds Burovs (Lettonie)
  - ⇒ Rétrospective Cinéma Novo/Luiz Carlos Barreto - Année du Brésil en France
    - Bossa Nova de Bruno Barreto
    - O Que Isso Companheiro de Bruno Barreto
    - Dona Flor E Sus Dos Maridos de Bruno Barreto
    - Amor bandido de Bruno Barreto
    - Vidas Secas de Nelson Pereira dos Santos
    - Bye Bye Brasil de Carlos Diegues
    - Luiza Homen de Fábio Barreto
    - India, A Filha Do Sol de Fábio Barreto
    - O Quatrilho de Fabio Barreto
    - Menino Do Rio d'Antonio Calmon
    - O Caminho Das Nuvens de Vincente Amorim
    - Isto E Pele de Luiz Carlos Barreto
    - Garrincha, Alegria do Povo de Luiz Carlos Barreto
    - Le O Boto de Walter Lima Jr.
    - Licao De Amor de Eduardo Escorel
- 2006
  - Le Diable à quatre d'Alice De Andrade (Brésil)
  - Belhorizon d'Ines Rabadan (France)
  - La Nébuleuse du cœur de Jacqueline Veuve (Suisse)
  - Les Trois Mousquetaires de Jánis Cimermanis (Lettonie)
- 2007
  - L'avenir est ailleurs d'Antoine Léonard Maestrati (France)